# Sophie Nélisse

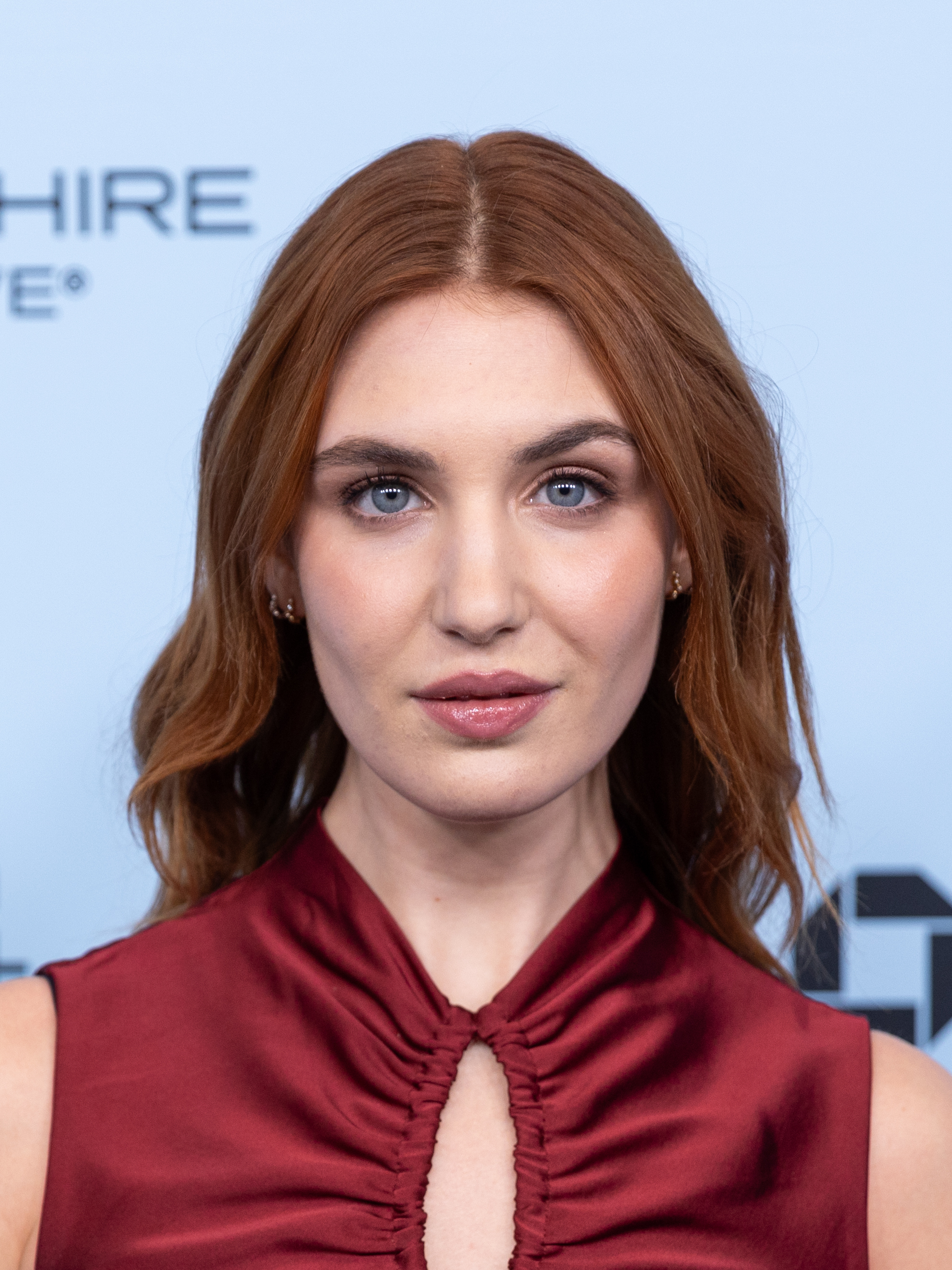
Sophie Nélisse, 2025

Marie-Sophie Nélisse (* 27. März 2000 in Windsor, Ontario) ist eine kanadische Schauspielerin. Bekannt ist sie durch ihre Rollen in den Filmen Monsieur Lazhar (2011) und Die Bücherdiebin (2013).

## Leben und Karriere
Sophie Nélisse wurde im März 2000 als Tochter einer Lehrerin im kanadischen Windsor geboren. Sie ist französisch-kanadischer Abstammung und hat einen älteren Bruder und eine jüngere Schwester namens Isabelle Nélisse, die ebenfalls als Schauspielerin aktiv ist. Im Alter von vier Jahren zog sie zusammen mit ihrer Familie nach Montreal (Québec). Als ihr älterer Bruder Interesse an der Schauspielerei fand, nahm ihre Mutter alle drei Geschwister zu einem Talent-Agenten mit. Die damals siebenjährige Nélisse wurde anschließend in die Creative Artists Agency aufgenommen und erhielt Angebote für Werbespots.
Nach kleineren Gastauftritten in kanadischen Fernsehserien gab sie 2011 ihr Filmdebüt im preisgekrönten Filmdrama Monsieur Lazhar über den algerischen Grundschullehrer Bachir Lazhar (Mohamed Fellag) als dessen Schülerin Alice L’Écuyer. Diese Rolle brachte ihr nicht nur nationale Bekanntheit, sondern auch einen Genie Award und einen Prix Jutra jeweils in der Kategorie Beste Nebendarstellerin. Eine weitere Nominierung erhielt sie als beste Schauspielerin in einem internationalen Spielfilm bei den Young Artist Awards 2013. 2011 war sie außerdem in elf Episoden der kanadischen Comedyserie Elternalarm – Die Familie Parent in der Rolle der Zoé zu sehen. 2012 hatte sie einen Auftritt in Ésimésac als Marie Gélinas.
2013 konnte sie sich im Casting für die Rolle der Liesel Meminger in der Verfilmung von Markus Zusaks Roman Die Bücherdiebin gegen Kandidatinnen aus aller Welt durchsetzen. Im Film spielte Nélisse ein neunjähriges Mädchen, das zur Zeit des Nationalsozialismus während des Zweiten Weltkriegs im Deutschen Reich bei ihren Adoptiveltern Hans (Geoffrey Rush) und Rosa Hubermann (Emily Watson) unterkommt, während ihre Mutter (Heike Makatsch) als Kommunistin verfolgt wird. Auch diese Rolle brachte ihr zahlreiche Auszeichnungen, darunter der Phoenix Film Critics Society Award und der Satellite Award als bester Newcomer, sowie eine Nominierung für den Critics’ Choice Movie Award als beste Jungdarstellerin ein.
Ihre nächsten Rollen spielte Nélisse als jüngere Version von Lily Rabes Figur im biografischen Filmdrama Bauernopfer – Spiel der Könige sowie in der Titelrolle als Gilly Hopkins in der Filmadaption von Katherine Patersons gleichnamigen Roman. 2019 spielte sie eine der Hauptrollen in 47 Meters Down: Uncaged. In der Handlung müssen sich vier Freundinnen bei einem Tauchgang vor Haien retten.

## Filmografie (Auswahl)
- 2010: Mirador (Fernsehserie, Episode 1x04)
- 2010: Toute la vérité (Fernsehserie, Episode 1x17)
- 2011: Monsieur Lazhar
- 2011–2016: Elternalarm – Die Familie Parent (Les Parent, Fernsehserie, 17 Episoden)
- 2012: Ésimésac
- 2012: Vertige (Fernsehserie, 6 Episoden)
- 2013: Die Bücherdiebin (The Book Thief)
- 2014: Bauernopfer – Spiel der Könige (Pawn Sacrifice)
- 2015: Endorphine
- 2015: Gilly Hopkins – Eine wie keine (The Great Gilly Hopkins)
- 2016: Mean Dreams
- 2016: 1:54
- 2016: Die Geschichte der Liebe (The History of Love)
- 2016: Wait Till Helen Comes
- 2017: Et au pire, on se mariera
- 2018: Demain Des Hommes (Fernsehserie, 4 Episoden)
- 2019: Close – Dem Feind zu nah (Close)
- 2019: 47 Meters Down: Uncaged
- 2019: The Rest of Us
- 2020: Flashwood
- 2020: The Kid Detective
- 2020: Amours d’occasion (Fernsehserie, Episode 1x07)
- 2021–2025: Yellowjackets (Fernsehserie, 29 Episoden)
- 2022: Transplant (Fernsehserie, Episode 2x02)
- 2023: Irenas Geheimnis (Irena’s Vow / Przysięga Ireny)
- 2023: Aller simple (Fernsehserie, 6 Episoden)
- 2025: Two Women (Deux femmes en or)